# Патчог (Нью-Йорк)
Патчог (англ. Patchogue) — селище (англ. village) в США, в окрузі Саффолк штату Нью-Йорк. Населення — 12 408 осіб (2020).

## Географія
Патчог розташований за координатами 40°45′47″ пн. ш. 73°1′10″ зх. д. / 40.76306° пн. ш. 73.01944° зх. д. (40.762949, -73.019540).  За даними Бюро перепису населення США в 2010 році селище мало площу 6,52 км², з яких 5,84 км² — суходіл та 0,68 км² — водойми.

## Демографія
Згідно з переписом 2010 року, у селищі мешкало 11 798 осіб у 4694 домогосподарствах у складі 2687 родин. Густота населення становила 1810 осіб/км².  Було 5023 помешкання (770/км²).
Расовий склад населення:
| - 76,2 % — білих - 5,8 % — чорних або афроамериканців - 1,6 % — азіатів - 0,5 % — корінних американців - 11,8 % — осіб інших рас |

До двох чи більше рас належало 4,1 %. Частка іспаномовних становила 29,6 % від усіх жителів.
За віковим діапазоном населення розподілялося таким чином: 20,8 % — особи молодші 18 років, 69,5 % — особи у віці 18—64 років, 9,7 % — особи у віці 65 років та старші. Медіана віку мешканця становила 37,3 року. На 100 осіб жіночої статі у селищі припадало 100,2 чоловіків;  на 100 жінок у віці від 18 років та старших — 100,1 чоловіків також старших 18 років.
Середній дохід на одне домашнє господарство  становив 81 060 доларів США (медіана — 68 117), а середній дохід на одну сім'ю — 94 002 долари (медіана — 80 489). Медіана доходів становила 50 656 доларів для чоловіків та 39 006 доларів для жінок. За межею бідності перебувало 15,1 % осіб, у тому числі 26,7 % дітей у віці до 18 років та 12,0 % осіб у віці 65 років та старших.
Цивільне працевлаштоване населення становило 6347 осіб. Основні галузі зайнятості: освіта, охорона здоров'я та соціальна допомога — 23,5 %, виробництво — 13,6 %, будівництво — 12,7 %.